# 巴塞尔资本协定
巴塞尔资本协定，也称旧巴塞尔资本协定、1988年巴塞尔协定，英文简称Basel I。是1988年由巴塞爾銀行監理委員會发布的，面向银行系统的最低资本要求指导。1988年，国际清算银行试图通过量化银行资产的风险，建立一个银行资本充足率水平要求的国际基准文件。1992年，该协定确定了对银行系统的最低资本充足率要求和计算方式，并在巴塞尔委员会成员的十二个国家的推动下正式实行，成为衡量、理解、和管理银行风险的指南。在巴塞尔资本协定推行后，金融创新、风险管理不断推陈出新，为适应新时代的变化，新版本的巴塞尔资本协定也在1996年和2009年分别面世。

## 背景
1974年，位于德国科隆的赫斯塔特银行因无力完成清算，无法向对手方支付美元而遭到流动性危机。当年7月26日，德国当局对赫斯塔特银行进行破产清算。而同一时间数家德国银行为向纽约汇出美元，向对手方赫斯塔特银行进行了德国马克-美元的换汇交易。由于德国和美国所处不同时区，这些交易的清算发生了时间上的迟滞，使得美元并没有立即送往对手方的银行而是在赫斯塔特银行挂起。就在这数小时间，赫斯塔特银行接到德国当局要求清算的命令，从而使得美元并没有被汇往纽约。
这场意外的清算风险推动了十国集团试图对国际清算业务进行协调的行动。其成果之一便是巴塞尔银行监管委员会，隶属于瑞士巴塞尔的国际清算银行，在1974年底正式成立。

## 协定内容
1988年的巴塞尔协定主要定义了银行间信用风险（也称信贷风险）的含义和范畴。在巴塞尔协定中，银行的表内资产依照信用风险的水平划分成五个类别，分别赋予0%到100%的风险权重；对于银行的表外资产，协定给出了计算其信用等值额（Credit Equivalent Amount）的方式，max(V,0)+aL,与经过风险权重调整的银行资产额一并作为计算银行资本充足率的指标。，对于从事国际业务的银行，其最低资本充足率是经过风险权重调整后，银行总资产额的8%。并进一步将银行的自有资本划分为两级。第一级资本由银行的所有者权益、和持有的每年付息的永续优先股扣除商誉部分的价值组成，至少占据全部资本的50%；第二级资本也称补充资本，如持有的其他类型永续优先股、初始久期大于5年的次级债务，均可被视为此类。
对于具体指标的计算，巴塞尔委员会曾进行了数次修正。如1993年的G-30推荐案引入了“轧差（Netting）”这一对冲金融衍生品风险价值的概念，1996年巴塞尔资本协定修正案提出了计算在险价值（Value at Risk, VaR）及回溯测试的方法。这些规范银行风险的方式同样出现在在新版本的巴塞尔协定中。

## 脚注与参考文献
1. ↑  John C. Hull, 2009. . Prentice Hall Publisher.
2. ↑  . Bank of International Settlement.   [2011-12-30]. （原始内容存档于2021-03-13）.
3. ↑  . Bank of International Settlement.   [2011-12-30]. （原始内容存档于2014-11-29）.
4. ↑  Basel Committee on Banking Supervision, 1999. . Bank for International Settlements.
5. ↑  钟伟，沈闻一，李宜洋. . 南方金融. 2006, (12): 9–12，23.